# Kategoria Superiore 2002-2003
La Kategoria Superiore 2002-2003 fu la 64ª edizione della massima serie del campionato albanese di calcio disputata tra il 21 settembre 2002 e il 24 maggio 2003 e conclusa con la vittoria del Tirana, al suo ventesimo titolo.
Capocannoniere del torneo fu Mahir Halili (Tirana) con 20 reti.

## Formula
Come nella stagione precedente le squadre partecipanti furono 14 e disputarono un turno di andata e ritorno per un totale di 26 partite.
Le squadre retrocesse in Kategoria e Dytë furono quattro.
Le squadre qualificate alle coppe europee furono quattro: la vincente del campionato fu ammessa alla UEFA Champions League 2003-2004, la seconda classificata e la vincente della coppa d'Albania alla Coppa UEFA 2003-2004 più un'ulteriore squadra alla Coppa Intertoto 2003.

## Squadre
| Squadra          | Città   | Stadio | Stagione 2001-2002 |
| ---------------- | ------- | ------ | ------------------ |
| Partizani Tirana | Tirana  |        | 3°                 |
| Tirana           | Tirana  |        | 2°                 |
| Besëlidhja       | Alessio |        | 10°                |
| Dinamo Tirana    | Tirana  |        | Campione d'Albania |
| Flamurtari       | Valona  |        | 8°                 |
| Vllaznia         | Scutari |        | 5°                 |
| Teuta Durrës     | Durazzo |        | 4°                 |
| Besa Kavajë      | Kavajë  |        | Kategoria e Dytë   |
| Apolonia         | Fier    |        | 9°                 |
| Shkumbini        | Peqin   |        | 6°                 |
| Bylis            | Ballsh  |        | 11°                |
| KS Elbasani      | Elbasan |        | Kategoria e Dytë   |
| KF Erzeni Shijak | Shijak  |        | 12°                |
| KS Lushnja       | Lushnjë |        | 7°                 |

## Classifica
|                    | Pos. | Squadra             | Pt | G  | V  | N  | P  | GF | GS | DR  |
| ------------------ | ---- | ------------------- | -- | -- | -- | -- | -- | -- | -- | --- |
| Albania (bandiera) | 1.   | SK Tirana           | 60 | 26 | 19 | 3  | 4  | 57 | 18 | +39 |
|                    | 2.   | KS Vllaznia Shkodër | 49 | 26 | 15 | 4  | 7  | 51 | 32 | +19 |
|                    | 3.   | KF Partizani Tirana | 46 | 26 | 12 | 10 | 4  | 41 | 27 | +14 |
|                    | 4.   | KS Teuta Durrës     | 40 | 26 | 12 | 4  | 10 | 38 | 27 | +11 |
|                    | 5.   | KS Shkumbini Peqin  | 40 | 26 | 11 | 7  | 8  | 33 | 23 | +10 |
|                    | 6.   | KS Dinamo Tirana    | 38 | 26 | 10 | 8  | 8  | 29 | 24 | +5  |
|                    | 7.   | KS Flamurtari Vlorë | 36 | 26 | 10 | 6  | 10 | 27 | 28 | -1  |
|                    | 8.   | KS Elbasani         | 36 | 26 | 10 | 6  | 10 | 33 | 35 | -2  |
|                    | 9.   | KS Besa Kavajë      | 36 | 26 | 9  | 9  | 8  | 29 | 37 | -8  |
|                    | 10.  | KS Lushnja          | 35 | 26 | 9  | 8  | 9  | 27 | 27 | 0   |
|                    | 11.  | KS Apolonia Fier    | 35 | 26 | 10 | 5  | 11 | 27 | 33 | -2  |
|                    | 12.  | KF Erzeni Shijak    | 24 | 26 | 6  | 6  | 14 | 23 | 37 | -14 |
|                    | 13.  | KS Bylis Ballsh     | 16 | 26 | 3  | 7  | 16 | 19 | 61 | -42 |
|                    | 14.  | KS Besëlidhja Lezhë | 13 | 26 | 4  | 1  | 21 | 22 | 47 | -25 |

Legenda:

      Campione d'Albania e ammesso alla UEFA Champions League
      Ammesso alla Coppa UEFA
      Ammesso alla Coppa Intertoto
      Retrocesso in Kategoria e Dytë
Note:

Tre punti a vittoria, uno a pareggio, zero a sconfitta.

## Verdetti
- Campione: SK Tirana
- Qualificata alla UEFA Champions League: SK Tirana
- Qualificata alla Coppa UEFA: KS Vllaznia Shkodër, Dinamo Tirana
- Qualificata alla Coppa Intertoto: Partizani Tirana
- Retrocessa in Kategoria e Dytë: KS Besëlidhja Lezhë, KS Bylis Ballsh, KF Erzeni Shijak, KS Apolonia Fier